# Seathrún Céitinn
Seathrún Céitinn, anglicky Geoffrey Keating (1569 – 1644), byl irský kněz, básník a historik.
Narodil se v Burgess poblíž města Cahir v hrabství Tipperary, je pochován na Tubridském hřbitově, patřícím do farnosti Ballylooby-Duhill.
V listopadu 1603 se spolu s devětatřiceti dalšími studenty pod vedením reverenda Diarmaida MacCarthyho plavil do Bordeaux, studovat na Irské koleji, která byla v tomto městě právě založena kardinálem Françoisem de Sourdis. Po svém příjezdu do Francie napsal báseň Sbohem, Irsko, posléze ještě Nářek nad žalostným stavem Irska a jiné podobné básně. Po získání titulu doktora bohosloví na univerzitě v Bordeaux v roce 1610 se vrátil do Irska, kde byl jmenován knězem v Uachtar Achaidhu ve farnosti Knockraffan poblíž města Cahir v Tipperary. Tam skončil s tehdy rozšířenou praktikou, totiž že se se započetím mše čekalo na příchod místního panstva.
Jeho hlavní dílo, Foras Feasa ar Éirinn (doslova "Základní informace o Irsku", častěji překládané jako "Dějiny Irska"), bylo napsáno irsky kolem roku 1634, za vlády Karla I. Toto dílo dokumentuje historii Irska od stvoření světa po normanskou invazi ve 12. století. Zakládá se na bohatých místních tradicích a podání historických skutečností, historické poezii, církevních letopisech a záznamech. Anglické úřady ale zakázaly tisk tohoto díla v irštině a proto muselo mezi lidmi kolovat v rukopise.